# Lébérou
Le lébérou (en occitan lebero, comme dans l'expression populaire veilo, cort coma un lebero, en français vois-le, il court comme un lébérou) est une créature fantastique des contes et légendes du Périgord. Le lébérou fait partie du bestiaire mythologique périgordin, et se rapproche du tac (Gascogne) et de la ganipote (Gironde, Charentes, Poitou). Cet être imaginaire est resté très populaire dans la tradition des conteurs de Dordogne et dans la mise en valeur de son patrimoine folklorique, des communes et festivals faisant encore régulièrement vivre son histoire.

## Description

### Morphologie
Les descriptions physiques du lébérou varient, mais certaines constantes peuvent être observées.
Le lébérou est avant tout caractérisé comme une créature métamorphe nocturne, pouvant prendre l'apparence d'un être humain ou d'un être mi-animal mi-humain. Homme ou femme le jour, il revêt une fois la nuit tombée une peau de bête, ou s'incarne directement en l'animal en question. Il peut s'agir d'un lièvre ou d'un mouton pour le mâle, et d'une chèvre pour la femelle, plus rare. Les comparaisons entre la légende du lébérou et celle plus répandue du loup-garou ainsi que certaines de ses interprétations visuelles lui attribuent aussi la capacité de se transformer en loup.
Sous sa forme humaine, le lébérou peut-être reconnaissable par le fait qu'il serre la main la paume tournée vers le bas.

### Légende
Le lébérou a, comme le loup-garou, acquis ses traits surnaturels à la suite d'une malédiction, pouvant être due à une faute commise par la personne maudite.  
Celle-ci consiste notamment à l'empêcher à jamais de dormir dans son lit. Il entame sa métamorphose bestiale à la tombée du jour, nécessairement près d'une fontaine. La créature erre ainsi la nuit entière sur les routes et à travers les champs de la campagne. Elle rôde surtout autour des habitations humaines. La malédiction du lébérou le pousse, chaque nuit, à devoir se rendre dans sept paroisses différentes, et passer, selon certaines versions à quatre pattes, sous sept clochers. L'ampleur de son parcours oblige donc le monstre à passer la majeure partie de ses nuits à courir de village en village, d'église en église, finissant le matin venu épuisé quand les humains se réveillent après une nuit réparatrice. Ce rituel sans fin et inévitable imposé au lébérou a pour vocation l'expiation de ses fautes. 
Le lébérou dispose d'un caractère très particulier, et use de pratiques qui ont fait sa renommée. Il est avant tout connu pour s'agripper au dos du premier imprudent croisant sa route nocturne pour se faire porter à sa guise, le malheureux noctambule n'ayant de sa propre volonté aucun moyen de s'en débarrasser ou de lui faire quitter son arrière autrement qu'en le véhiculant jusqu'au bout de la nuit. Si, au lever du soleil, le parcours du lébérou n'a pas été correctement suivi et terminé, celui-ci demeure maudit, et sa nouvelle victime devient à son tour lébérou. Il est cependant à noter que toutes les versions rapportées du conte ne font pas toujours état d'une quelconque fin possible à la malédiction du lébérou.  
Le lébérou est aussi célèbre pour son naturel lubrique. Il est ainsi dans ses habitudes d'embrasser de force les filles, sous-entendues jeunes, qu'il rencontre la nuit. 

## Mythes & Histoire
Le mythe du lébérou est aujourd'hui issu de transmission orale par les conteurs, notamment lors de manifestations culturelles locales. Ce mythe est donc une mémoire essentiellement orale.
La différence majeure entre le mythe du lébérou et celui, voisin, du Tac est celle de l'inclinaison morale de la créature. En effet, alors que ce dernier est décrit comme foncièrement mauvais, cherchant avant tout à nuire à autrui pour son propre plaisir, le lébérou est plus vu comme victime, certes généralement non sans raison, de la malédiction qui le force à adopter son comportement. Le lébérou peut d'ailleurs sous sa forme humaine se trouver être quelqu'un de tout à fait honnête. Contrairement au Tac et à la Ganipote, les contes rapportant la légende du lébérou ne parlent globalement pas de cas de mort de ses victimes par épuisement ou toute autre cause. 
L'origine de l'attitude mesquine du lébérou n'est pas clairement établie. Il est impossible de dire si une fois transformé l'esprit de l'être humain est affecté, si la malédiction agit comme révélatrice d'un caractère dissimulé, ou si celui-ci suit une continuité ininterrompue entre forme humaine et forme bestiale.

### Sources
1. 1 2  « La légende du Lébérou fait toujours sensation », sur SudOuest.fr (consulté le 27 mars 2019)
2. ↑  Damien Portier Studiop4, « Accueil du festival du Lébérou », sur Les Contes du Lébérou (consulté le 27 mars 2019)
3. 1 2 3 4 5 6  Par Marie-Laure Goudineau, « Le Lébérou, qu’es aquò ? », sur Esprit de Pays Dordogne-Périgord, 30 janvier 2015 (consulté le 27 mars 2019)
4. 1 2 3 4  « Histoires et légendes – Les randonnées en Dordogne Périgord » (consulté le 27 mars 2019)